# Blepharicera parva
Blepharicera parva är en tvåvingeart som beskrevs av Peter Zwick och Arefina 2005. Blepharicera parva ingår i släktet Blepharicera och familjen Blephariceridae. Inga underarter finns listade i Catalogue of Life.